# ICGV Óðinn
ICGV Óðinn je oceánská hlídková loď pobřežní stráže Islandu. Po vyřazení byla uchována jako muzejní loď.

## Stavba

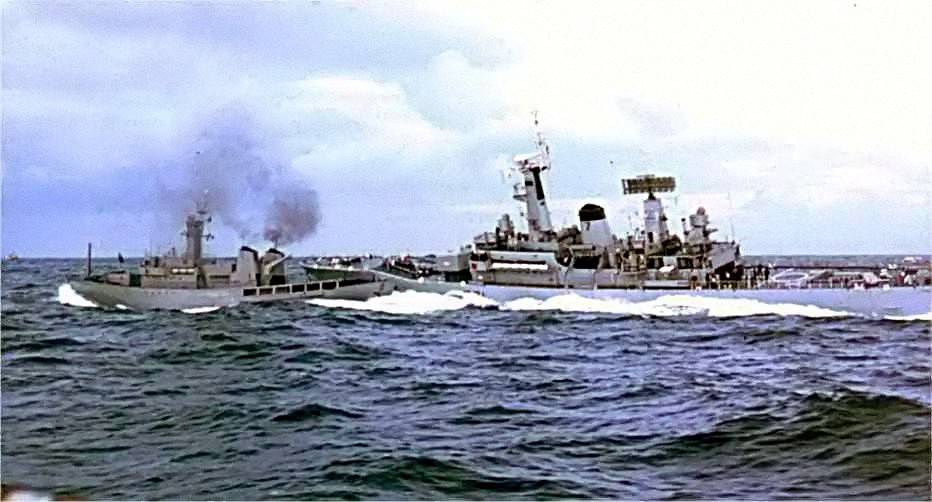
Tresčí války – ICGV Óðinn ve střetu s britskou fregatou HMS Scylla (F71)

Plavidlo postavila loděnice Alborg Vaerft v Alborgu. Do služby bylo přijato 1. ledna 1960.

## Konstrukce

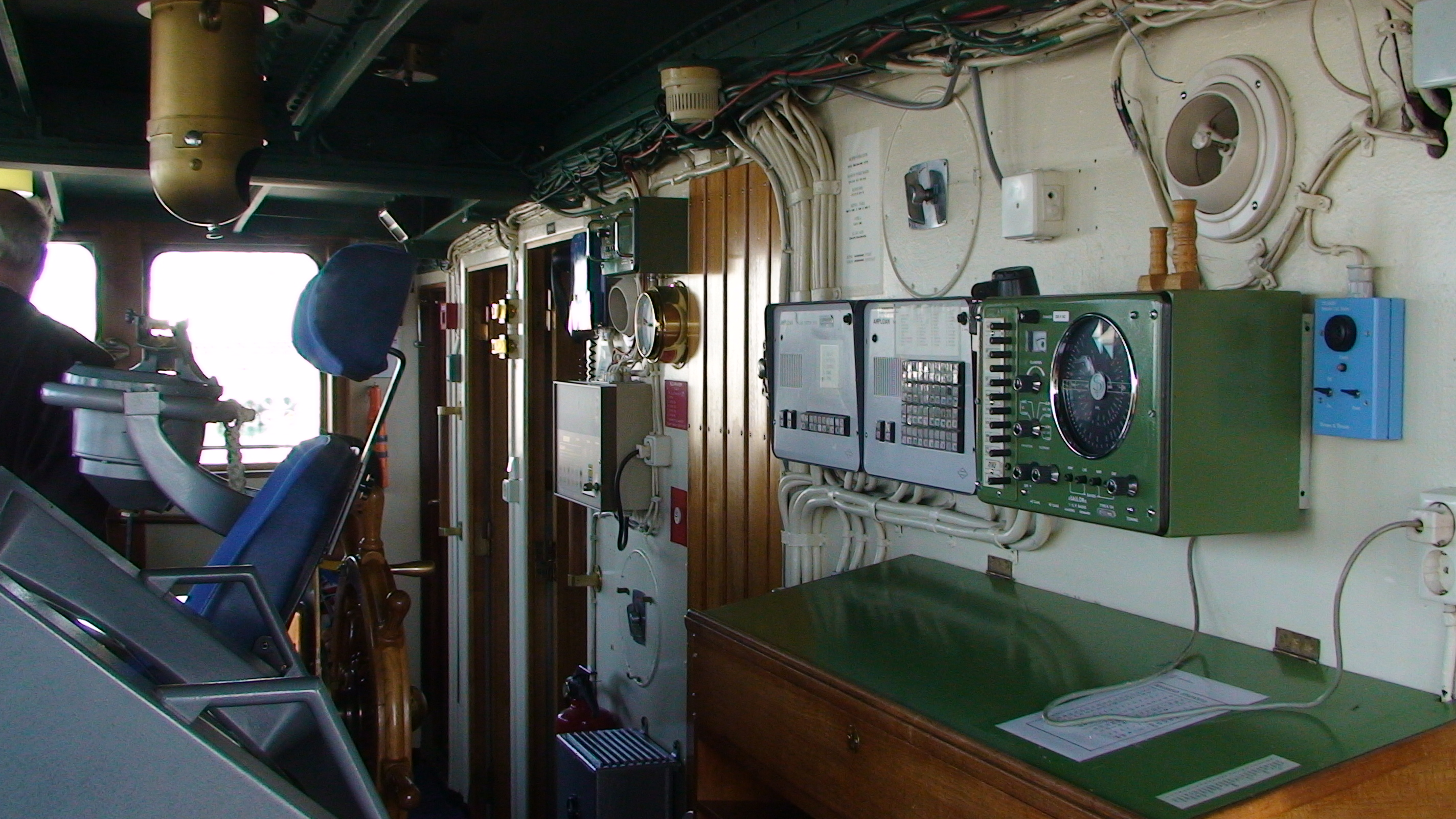
Můstek plavidla

Loď je vybavena navigačním radarem Sperry. Původní výzbrojí byl jeden starý 57mm kanón, roku 1990 nahrazený jedním 40mm kanónem Bofors. Na zádi se nachází přistávací plocha a hangár pro vrtulník. Pohonný systém tvoří dva diesely Burmeister & Wain, o celkovém výkonu 5050 bhp. Ty roztáčí dvojici lodních šroubů. Nejvyšší rychlost dosahuje 18 uzlů. Dosah je 10 000 námořních mil při rychlosti 18 uzlů.